# Nördliches Gleithörnchen
Das Nördliche Gleithörnchen (Glaucomys sabrinus) ist mit einer Körperlänge von 23 bis 27 Zentimetern ein größerer Vertreter aus der Familie der Hörnchen. 2017 wurde das Humboldt-Gleithörnchen (Glaucomys oregonensis) als eigenständige Art vom Nördlichen Gleithörnchen abgegrenzt.

## Aussehen
Es ist am Rücken, am Kopf und der Oberseite des buschigen Schwanzes grau gefärbt. Die Unterseite des Hörnchens ist weiß. Die Ohrmuscheln stehen nicht ab. Die Hände und Füße sind länglich geformt.

## Vorkommen
Die Art kommt in Südkanada und dem Westen der Vereinigten Staaten vor. Dort bewohnt sie dichte Laub- und Nadelwälder.

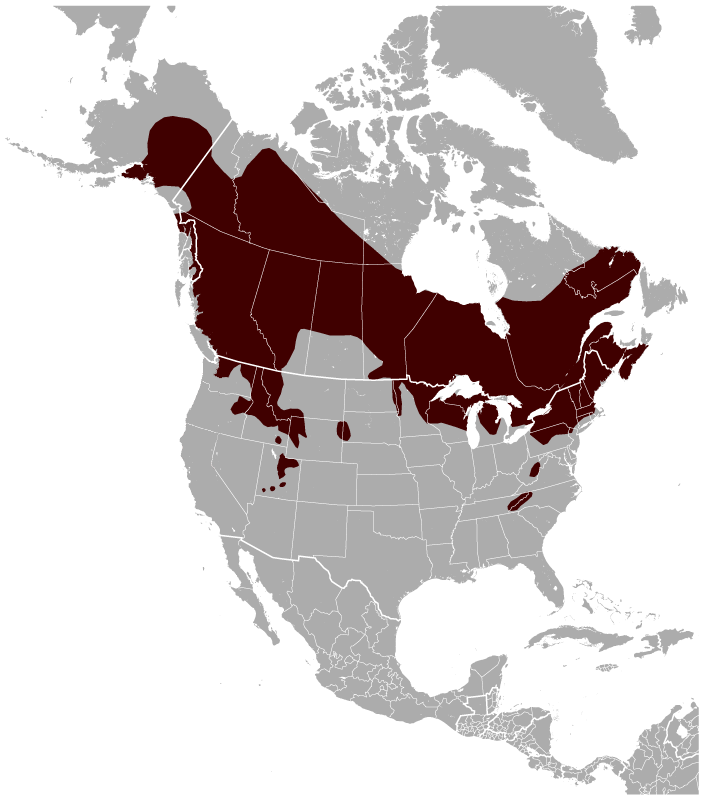
Verbreitungsgebiet (braun) des Nördlichen Gleithörnchens

## Lebensweise
Das Nördliche Gleithörnchen lebt in den Baumkronen und oberen Etagen der Bäume. Dort sammelt es in den wärmeren Jahreszeiten Nüsse, Flechten, Beeren, Pilze, verschmäht aber auch nicht die Rinde der Bäume. Im Winter ernährt es sich von Flechten, Pilzen sowie von den Vorräten, die es sich im Herbst in hohlen, alten Bäumen versteckt. Um in der kalten Jahreszeit seinen täglichen Energiebedarf (400 bis 700 kJ, entspricht einer Futtermenge von 300 bis 350 Gramm) zu senken, reduziert das Hörnchen seine Aktivität im Freien auf drei bis vier Stunden und verschläft den Rest des Tages in seiner gut isolierten Baumhöhle. Es kann im Gegensatz zu echten Winterschläfern seine Körpertemperatur von 41 °C nur auf 39 °C senken.

## Fortpflanzung
Die Jungen, welche im April oder später zur Welt kommen, werden vom Weibchen in einer Baumhöhle versteckt, die zuvor mit Moos oder Ähnlichem ausgekleidet worden ist. Im Schnitt bringt das Weibchen zwei bis sechs Junge zur Welt, welche danach bis zu zehn Wochen gesäugt werden.

## Parasiten
Die Tierläuse Hoplopleura trispinosa, Microphthirus uncinatus und Neohaematopinus sciuropteri sind typische Ektoparasiten. Sie befallen außer dem Nördlichen auch das Südliche Gleithörnchen.

## Systematik
Das Nördliche Gleithörnchen wird der Gattung der Neuweltlichen Gleithörnchen (Glaucomys) eingeordnet, die aus drei Arten besteht. Es wurde als eigenständige Art erstmals 1801 durch den Naturwissenschaftler George Shaw beschrieben. Anfang 2017 wurde das Humboldt-Gleithörnchen (Glaucomys oregonensis) durch Brian Arbogast und Kollegen der Bowling Green State University aufgrund von genetischen Merkmalen als eigene Art gegen das Nördliche Gleithörnchen abgegrenzt und gemeinsam mit den Tieren der ehemaligen Unterart G. sabrinus oregonensis wurden auch die Unterarten G. s. californicus, G. s. lascivus, G. s. stephensi, G. s. flaviventris und G. s. klamathensis der neuen Art zugeordnet.
Anhand der genetischen Daten wird das Humboldt-Gleithörnchen als Schwesterart eines gemeinsamen Taxons aus Südlichem und Nördlichem Gleithörnchens betrachtet, deren Arttrennung jünger ist als die vom Humboldt-Gleithörnchen. Anders als zwischen Humboldt-Gleithörnchen und Nördlichem Gleithörnchen kommt es zudem bei geographisch überlappenden Populationen des Südlichen und des Nördlichen Gleithörnchens zu Hybriden.

## Gefährdung und Schutzmaßnahmen
Neben der Nominatform sind die beiden Unterarten (Glaucomys sabrinus fuscus und Glaucomys sabrinus coloratus) bekannt, die nur in sehr begrenzten Arealen der Appalachen vorkommen und aufgrund der Verdrängung durch das Assapan und den starken Befall durch den Parasiten Strongyloides robustus in ihrem Bestand bedroht sind. Zum Schutz der Art wurden in ihrem Verbreitungsgebiet mehrere Schutzgebiete ausgewiesen.

## Belege
1. ↑  IUCN (International Union for Conservation of Nature) 2008. Glaucomys sabrinus. In: IUCN 2014. The IUCN Red List of Threatened Species. Version 2014.3
http://www.iucnredlist.org. Heruntergeladen am 12. Januar 2015; Karte nach Entfernung des Verbreitungsgebietes des Humboldt-Gleithörnchens (Glaucomys oregonensis)
2. ↑   Glaucomys sabrinus Shaw, 1801  . Abgerufen am 9. Januar 2025.
3. ↑  Richard W. Thorington Jr., John L. Koprowski, Michael A. Steele: Squirrels of the World. Johns Hopkins University Press, Baltimore MD 2012, ISBN 978-1-4214-0469-1, S. 94.
4. ↑  Northern Flying Squirrel – Glaucomys sabrinus. In: Don E. Wilson, T.E. Lacher, Jr., Russell A. Mittermeier (Hrsg.): Handbook of the Mammals of the World: Lagomorphs and Rodents 1. (HMW, Band 6), Lynx Edicions, Barcelona 2016; S. 759. ISBN 978-84-941892-3-4.
5. 1 2  Brian Arbogast, Katelyn Schumacher, Nicholas Kerhoulas, Allison Bidlack, Joseph Cook, G.J. Kenagy: Genetic data reveal a cryptic species of New World flying squirrel: Glaucomys oregonensis. Journal of Mammalogy, 30. Mai 2017. doi:10.1093/jmammal/gyx055